# Matador (tjurfäktning)

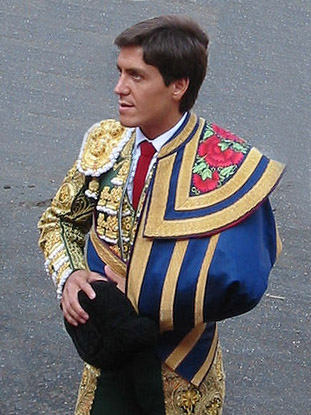
Matadoren Antonio Barrera, 2003, Spanien

Matador är huvudpersonen i tjurfäktning som till slut dödar tjuren med sitt svärd. Ordet betyder bokstavligen dödare.